# Chu-kuang
Chu-kuang (čínsky pchin-jinem Húguǎng, znaky zjednodušené 湖广, tradiční 湖廣; česky „Jezerní kraj“) byla čínská provincie existující v říších Jüan, Ming a prvních desetiletí říše Čching. Hlavním městem byl Wu-čchang.

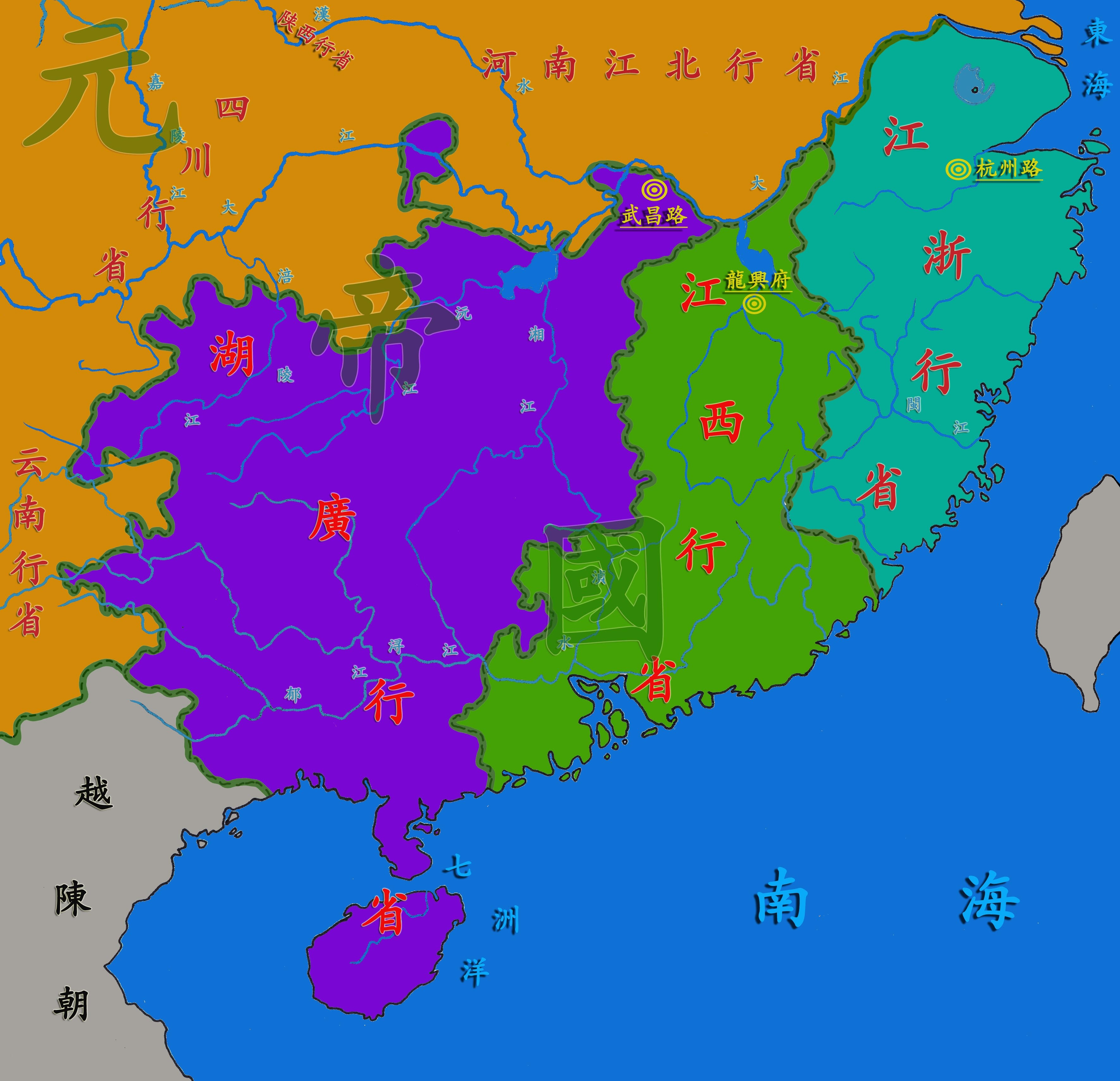
Provincie Chu-kuang (na mapě fialovou barvou) za dynastie Jüan

Provincie byla vytvořena roku 1274 v jüanské říši, tehdy zahrnovala dnešní Chu-nan, jižní Chu-pej, západní Kuang-tung, Kuang-si, Kuej-čou a Chaj-nan. Po vzniku říše Ming byla zmenšena a nadále odpovídala dnešním provinciím Chu-pej a Chu-nan. Roku 1664, začátkem éry Kchang-si, byl Chu-kuang rozdělen na provincie Chu-pej a Chu-nan, existující podnes. I nadále však existoval úřad generálního guvernéra cung-tu Chu-kuangu, nadřízený guvernérům sün-fu uvedených dvou provincií.

## Guvernéři
Li Chung-čang byl místokrálem, respektive generálním guvernérem (cung-tu) Chu-kuangu v letech 1867–1870.